# Anette Jensen (skytte)
 For alternative betydninger, se Anette Jensen. (Se også artikler, som begynder med Anette Jensen)
Anette Jensen (født 30. november 1986) er en dansk skytte, der repræsenterer Skytteklubben DSB/ASF.
Anette Jensen skyder 10 meter luftriffel.
Hendes bedste resultat er fra World Cuppen i München 2011, hvor hun skød sig til en 4. plads med 398 point. Hun skød sig ligeledes til en kvoteplads til OL 2012 i London.
Hun blev ved samme WC i 2009 nummer 11 med 397 point.